# Philippe Boccara
Philippe Boccara (Le Mans, Sarthe, 6 de julho de 1959) é um ex-canoísta francês/norte-americano especialista em provas de velocidade.

## Carreira
Foi vencedor da medalha de bronze em K-4 1000 m em Los Angeles 1984, junto com os seus colegas de equipa François Barouh, Pascal Boucherit e Didier Vavasseur.